# Gestern waren wir Fremde
Gestern waren wir Fremde ist ein deutscher Fernsehfilm von Matthias Tiefenbacher aus dem Jahr 2012.

## Handlung
Sophie Ferber ist eine beruflich etwas gestresste, aber dennoch unbekümmerte und zielstrebige junge Bauingenieurin. Privat ist sie allerdings weniger erfolgreich. Das Verhältnis zu ihrem Vater Karl ist angespannt, da sie es diesem von Kindheit an nie recht machen konnte. Zu seinem Geburtstag schenkt sie ihm eine Reise nach Venedig, dieses Geschenk kommt bei ihm aber nicht gut an und so verlässt sie frustriert die Feier. Hinterher lässt sie sich gegenüber ihrer Mutter Beate über ihren Vater aus, den sie einen Idioten nennt.
Ein Unbekannter, den sie an diesem Tag gleich mehrmals trifft und der sich dann als mehr als nur ihr neuer Nachbar Max entpuppt, klopft zufällig an ihrer Tür und die beiden haben, wie sie glauben, einen One-Night-Stand. Sophie will jedoch im Moment keinerlei Beziehung. Über vielerlei weitere alltägliche, aber im Zusammenhang nicht unproblematische Vorfälle schlägt das Pendel zwischen persönlicher Nähe und Distanz zu diversen Personen in verschiedene Richtungen.
Als Sophie Besuch von ihrer Mutter hat und sie ihr ihren Freund Max vorstellt, der gerade hereinkommt, läuft die Mutter entsetzt weg und versucht noch auf dem Weg zu ihrem Wagen, ihren Mann anzurufen. Als ihr in der Hektik das Handy herunterfällt, wirft sie es weg, noch bevor sie ihrem Mann den Grund des Anrufs genannt hat. Kurz darauf kommt sie mit dem Wagen von der Straße ab und stirbt an den Folgen des Unfalls, ohne noch einmal das Bewusstsein erlangt zu haben.
Als Sophie kurze Zeit darauf mit Max in dessen Sommerhaus ist und ihr Vater zu Besuch kommt, erstarrt auch der, als sie ihm Max vorstellt. Mit Mühen kann sie ihn bewegen, ihre Frage nach dem Grund zu beantworten. So erfährt sie, dass Max ihr Halbbruder ist, weil ihre Mutter kurz vor der Hochzeit ihrer Eltern eine Affäre mit dessen Vater hatte. Während sich für Max’ Schwester Julia in deren Verhältnis zu Sophie wenig ändert und sie die Situation mit Humor nimmt, müssen Sophie und Max lernen, ihr Liebesverhältnis in ein Verhältnis unter Geschwistern zu verwandeln.

## Produktion
Der Film wurde vom 12. Juli 2011 bis zum 11. August 2011 in München gedreht und am 4. Oktober 2012 beim Filmfest Hamburg uraufgeführt. Im Fernsehen wurde der Film am 21. August 2013 in der Reihe Filmmittwoch im Ersten erstmals ausgestrahlt.

## Kritik
Die TV Spielfilm vergab die bestmögliche Wertung (Daumen nach oben), fand das Werk „ein TV-Highlight, das durch eine fein akzentuierte Dramaturgie, natürliche Charaktere und kraftvolles Spiel besticht“ und urteilte: „Wie ‚Verbotene Liebe‘ in hochkarätig“. Auf Tittelbach.tv wurde der Film mit 5 (von 6) Sternen bewertet.